# ما يكمن في الداخل (فلم)
ما يكمنُ في الداخل (بالإنجليزية: What Lies within) هو فيلم إثارة ودراما نيجيري صدرَ عام 2017 من إخراج فانيسا نزيديغو وبطولة عددٍ من الممثلين من بينهم ميشيل ديدي وبول أوتومي وإبييل أوكارو وكيكي أوميلي وأوكي أوزويشي وفانيسا نزيديجو وكين إريكس وأودينيكوتوب تيديلا. صُوّرت معظم مشاهد الفيلم في مدينة لاغوس بنيجيريا.

## القصّة
يسردُ فيلم ما يكمنُ في الداخل 24 ساعةً من حياة امرأة متزوجة سعيدة وزوجة أخيها الحامل. تتورَّطُ الاثنان عن غير قصدٍ في حادثة تتسبّبُ في عواقب بعيدة المدى على حياتهما وحياة أحبائهما.

## طاقم التمثيل
- ميشيل ديدي في دور فيونا
- بول أوتومي في دور باري
- إبيلي أوكارو في دور ماما
- كيكي أوميلي في دور ديميجي
- أوكي أوزويشي في دور ديريك
- فانيسا نزيديغو في دور إيريتي
- كين إريكس في دور بريان
- أودينكي في دور استير
- توبي تيديلا في دور غبويغا
- ياو في نفس الدور

## الإنتاج
بدأ التصوير الرئيسي في آب/أغسطس 2015، وأُصدر ملصق الفيلمِ في الخامس والعشرين من أيّار/مايو 2016. صَدرَ المقطع الترويجي للفيلم في تمّوز/يوليو من عام 2017، بينما صدر المقطع الترويجي الطويل للفيلم في آب/أغسطس من نفسِ العام.